# Ricardo Martinena
Martinena  Royo est un nom espagnol. Le premier nom de famille, en général paternel, est Martinena ; le second, en général maternel, souvent omis, est Royo.
Pas d'image ? Cliquez ici

a Compétitions nationales et continentales officielles uniquement.

Dernière mise à jour le 3 juillet 2025.
Ricardo Martinena, né en 1978 à Saragosse (Espagne), est un joueur et entraîneur espagnol de rugby à XV. 
Depuis 2025, il est sélectionneur de l'équipe d'Espagne des moins de 20 ans.

## Biographie
Né en 1978 à Saragosse et ingénieur topographe de formation, Ricardo Martinena découvre le rugby à XV dès l'enfance, en intégrant à 12 ans le Fénix Club de Rugby (en), où il commence sa carrière de joueur, avant de rejoindre l'UE Santboiana en 2009.
En 2011, il est nommé entraîneur principal de la section rugby du FC Barcelone. Le fonctionnement y est alors amateur et les moyens financiers restent limités, malgré le prestige du club omnisports. Parallèlement à ses fonctions sportives, Martinena travaille comme serveur, faute de débouchés dans son domaine de formation. Sous sa direction, l'équipe évolue en División de Honor, la première division espagnole, mais lutte régulièrement pour éviter la relégation.[réf. nécessaire]
En 2014, il rejoint l'encadrement de l'équipe nationale féminine, les Leonas, en tant qu'entraîneur des avants lors de la Coupe du Monde 2014 disputée en France. Il y collabore avec la sélectionneuse Inés Etxegibel.
Après avoir quitté le FC Barcelone en 2016, il intègre l'encadrement de l'UE Santboiana, club doyen du rugby espagnol, basé à Sant Boi de Llobregat, proche de Barcelone. Il y exerce d'abord les fonctions de directeur sportif. 
En mai 2018, il succède à Lewis Williams au poste d'entraîneur principal de l'équipe première de l'UE Santboiana, tout en conservant son rôle de directeur sportif. Il dirige ainsi le recrutement et tente de rivaliser avec les principales puissances du championnat espagnol, comme le Valladolid RAC ou le Club de Rugby El Salvador. Il fait ses débuts officiels comme entraîneur lors de la première journée de la saison 2018-2019 de División de Honor, le 16 septembre 2018. En mai 2021, il cède son poste d'entraîneur principal à Sergi Guerrero, mais demeure directeur sportif du club.
En juin 2023, il intègre l'encadrement technique de l'équipe d'Espagne des moins de 20 ans, dirigée par l'Argentin Raúl Pérez (es). Après un parcours jalonné de victoires de prestige, l'équipe remporte pour la première fois de son histoire le Trophée mondial des moins de 20 ans, battant l'Uruguay en finale, et obtenant ainsi sa qualification pour le Championnat du monde junior 2024.
À l'automne 2023, Martinena prend la tête de la franchise des Castilla y León Iberians, engagée dans la Rugby Europe Super Cup, lors de l'édition 2023. Le 19 novembre 2023, il qualifie son équipe pour les phases finales grâce à une victoire contre les Lusitanos XV. L'aventure européenne s'achève en demi-finale face au Black Lion de Géorgie.
En juin 2024, Ricardo Martinena prend seul la tête de la sélection espagnole des moins de 20 ans pour sa première participation au Championnat du monde junior, disputé en Afrique du Sud. Après trois défaites en phase de poules, l'équipe parvient à se maintenir parmi l'élite grâce à une victoire en prolongation contre les Fidji (24-19) lors du match de classement pour la 11e place.